# Sporting ClubRojolu
 (juillet 2017).
Si vous disposez d'ouvrages ou d'articles de référence ou si vous connaissez des sites web de qualité traitant du thème abordé ici, merci de compléter l'article en donnant les références utiles à sa vérifiabilité et en les liant à la section « Notes et références ».
Maillots
Actualités
Le Rojolu SC est un club de football congolais basé à Kinshasa, qui joue ses matches à domicile au stade des martyrs et qui participe au EUFKIN Lukunga. 

## Histoire
Le club est né à l'initiative de Roger Lukaku, footballeur professionnel, expatrié en Belgique. Il est originaire de Kintambo où le club est installé. Le nom du club provient des initiales de Romelu, Jordan (ses deux fils) et LUkaku,.
Rojolu obtient le visa à la Linafoot 2013 en battant le FC Lumière de Mbandaka à la finale du tournoi de qualification en première Division sur le score de (2-0) au Stade des Martyrs à Kinshasa, buts marqués par Lumanisa Mpimpa.

### Anciens entraîneurs
- 2012 :  Baudouin Lofombo
- 2012-nov 2013 :  Pathy Lokose[4]
- 21 nov 2013-2014 :  Fanfan Epoma[5]
- 2014-2016 :  Douze Bananga[6]
- 2016-2017 :  Nazi Kapende[7]

## Palmarès
| Compétitions provinciales       |
| - EPFKIN (6) - Vainqueur : 2012 |